# Матчи сборной Санкт-Петербурга по футболу (1912)
Сезон 1912 года стал 11-м в истории сборной Санкт-Петербурга по футболу.
В нём сборная провела
- 3 официальных матча
  - 2 соревновательных в рамках Чемпионата Российской империи
  - 1 товарищеский междугородний
- 2 неофициальных матча

## Классификация матчей
По установившейся в отечественной футбольной истории традиции официальными принимаются
- Все соревновательные матчи[К 4] официальных турниров — чемпионатов СССР, Российской империи и РСФСР — во времена, когда они проводились среди сборных городов (регионов, республик), и сборная Санкт-Петербурга (Ленинграда) была субъектом этих соревнований; к числу таковых относятся также матчи футбольных турниров на Спартакиадах народов СССР 1956 и 1979 года.
- Междугородние товарищеские игры сборной сильнейшего состава без формальных ограничений[К 5] с адекватным по статусу соперником. Матчи с клубами Санкт-Петербурга и других городов, со сборными не сильнейшего состава и д.п. составляют другую категорию матчей.
- Международные матчи с соперниками топ-уровня — в составах которых выступали футболисты, входившие в национальные сборные либо выступавшие в чемпионатах (лигах) высшего соревновательного уровня своих стран — как профессионалы, так и любители[К 6]. Практиковавшиеся (в основном, в 1920—1930-х годах) международные матчи с так называемыми «рабочими» и им подобными по уровню командами, состоявшими, как правило, из неконкурентоспособных игроков-любителей невысокого уровня, заканчивавшиеся нередко их разгромными поражениями, отнесены в отдельную категорию матчей.

## Статистика сезона
| 1912        |                                                |     |
| Н (1)       | Санкт-Петербург (рус) — Санкт-Петербург (англ) | 4:0 |
| МГ 7        | Санкт-Петербург — Москва                       | 2:2 |
| Н (2)       | Санкт-Петербург — «Спорт»                      | 4:2 |
| С 1         | Санкт-Петербург — Москва                       | 2:2 |
| С 2         | Санкт-Петербург — Москва                       | 4:1 |
| Итого       |                                                |     |
| И В Н П М   |                                                |     |
| 3 1 2 0 8−5 |                                                |     |
| 2 0 8−2     |                                                |     |

## Официальные матчи

### 13. Санкт-Петербург — Москва — 2:2
Междугородний товарищеский матч 7 (отчет)

| Санкт-Петербург                        | 2:2 | Москва                         |
| -------------------------------------- | --- | ------------------------------ |
| - П.Соколов 20′ (пен.) - В.Бутусов 87′ |     | - 70′ А.И.Филиппов - 82′ Манин |

| Игрок              | Клуб       |                                 | Вышел на замену | Гол  |
| ------------------ | ---------- | ------------------------------- | --------------- | ---- |
| Борейша, Пётр      | «Нева»     | Серебряный гол · Серебряный гол | 2               | (-2) |
|                    |            |                                 |                 |      |
| Соколов, Пётр      | «Унитас»   | Гол                             | 6               | 1    |
| Марков, Владимир   | «Спорт»    |                                 | 4               |      |
|                    |            |                                 |                 |      |
| Яковлев, Михаил    | «Унитас»   |                                 | 2               |      |
| Хромов, Никита     | «Унитас»   |                                 | 8               |      |
| Власенко, Владимир | «Меркур»   |                                 | 1               |      |
|                    |            |                                 |                 |      |
| Суворов, Андрей    | «Спорт»    |                                 | 2               |      |
| Сорокин, Пётр      | «Спорт»    |                                 | 8               | 1    |
| Бутусов, Василий   | «Унитас»   | Гол                             | 3               | 2    |
| Никитин, Григорий  | «Спорт»    |                                 | 6               | 7    |
| Филиппов, Сергей   | «Коломяги» |                                 | 2               |      |

| Москва         |     |
| -------------- | --- |
| Фаворский      |     |
|                |     |
| Ромм           |     |
| Римша          |     |
|                |     |
| С.Филатов II   |     |
| Акимов         |     |
| Н.Кынин        |     |
|                |     |
| М.Смирнов      |     |
| Манин          | Гол |
| А. И. Филиппов | Гол |
| Житарев        |     |
| Ф.Розанов      |     |

### 14. Санкт-Петербург — Москва — 2:2
Соревновательный матч 1 — Чемпионат Российской империи, финал (отчет)

| Санкт-Петербург              | 2:2 (от) | Москва                                     |
| ---------------------------- | -------- | ------------------------------------------ |
| - Суворов 35′ - И.Егоров 75′ |          | - 45′ Манин - 55′ Ньюман - 48' (пен.) Ланн |

| Игрок             | Клуб       |                                 | Вышел на замену | Гол  |
| ----------------- | ---------- | ------------------------------- | --------------- | ---- |
| Борейша, Пётр     | «Нева»     | Серебряный гол · Серебряный гол | 3               | (-4) |
|                   |            |                                 |                 |      |
| Соколов, Пётр     | «Унитас»   |                                 | 7               | 1    |
| Стэнфорд, Эдуард  | «Нева»     |                                 | 1               |      |
|                   |            |                                 |                 |      |
| Уверский, Алексей | «Спорт»    |                                 | 9               |      |
| Хромов, Никита    | «Унитас»   |                                 | 9               |      |
| Монро, Александр  | «Невский»  |                                 | 4               | 1    |
|                   |            |                                 |                 |      |
| Егоров, Иван      | «Спорт»    | Гол                             | 8               | 2    |
| Суворов, Андрей   | «Спорт»    | Гол                             | 3               | 1    |
| Бутусов, Василий  | «Унитас»   |                                 | 4               | 2    |
| Гриллинг, Рихард  | «Коломяги» |                                 | 1               |      |
| Филиппов, Сергей  | «Коломяги» |                                 | 3               |      |

| Москва       |     |
| ------------ | --- |
| Матрин       |     |
|              |     |
| Т.Джонс      |     |
| Паркер       |     |
|              |     |
| Акимов       |     |
| Фельгенгауэр |     |
| Дикин        |     |
|              |     |
| М.Смирнов    |     |
| Ньюман       | Гол |
| Манин        | Гол |
| Ланн         |     |
| В.Чарнок     |     |

|  |  |  |  |  |

### 15. Санкт-Петербург — Москва — 4:1
Соревновательный матч 2 — Чемпионат Российской империи, финал, переигровка (отчет)

| Санкт-Петербург                                                | 4:1 | Москва                           |
| -------------------------------------------------------------- | --- | -------------------------------- |
| - Монро 6′ - В.Бутусов 59′ - Виберг 77′ - П.Соколов 82′ (пен.) |     | - 15′ Ланн - 87' (пен.) Э.Чарнок |

| Игрок             | Клуб       |                | Вышел на замену | Гол  |
| ----------------- | ---------- | -------------- | --------------- | ---- |
| Борейша, Пётр     | «Нева»     | Серебряный гол | 4               | (-5) |
|                   |            |                |                 |      |
| Соколов, Пётр     | «Унитас»   | Гол            | 8               | 2    |
| Марков, Владимир  | «Спорт»    |                | 5               |      |
|                   |            |                |                 |      |
| Уверский, Алексей | «Спорт»    |                | 10              |      |
| Стэнфорд, Эдуард  | «Нева»     |                | 2               |      |
| Хромов, Никита    | «Унитас»   |                | 10              |      |
|                   |            |                |                 |      |
| Эндрю, Уильям     | «Унитас»   |                | 2               | 1    |
| Виберг, Брур      | «Невский»  | Гол            | 1               | 1    |
| Бутусов, Василий  | «Унитас»   | Гол            | 5               | 3    |
| Монро, Александр  | «Невский»  | Гол            | 5               | 2    |
| Филиппов, Сергей  | «Коломяги» |                | 4               |      |

| Москва    |     |
| --------- | --- |
| Матрин    |     |
|           |     |
| Т.Джонс   |     |
| Паркер    |     |
|           |     |
| Акимов    |     |
| Дикин     |     |
| Э.Чарнок  |     |
|           |     |
| М.Смирнов |     |
| Ньюман    |     |
| В.Чарнок  |     |
| Ланн      | Гол |
| Бонд      |     |

|  |  |  |  |  |

## Неофициальные матчи
1. Тренировочный матч
| 3 мая Неоф (1) | Санкт-Петербург («русские»)             | 4:0 | Санкт-Петербург («англичане») | Поле «Спорта», Санкт-Петербург                   |
| | - С.Филиппов 2′ - Г.Никитин - В.Бутусов |     |                               | Зрителей: 2000 Судья: Х.Хартли (Санкт-Петербург) |
| Санкт-Петербург: Борейша - Марков, П.Соколов - Березин, Хромов, Власенко - Суворов, Мельников, В.Бутусов, Никитин, С.Филиппов Санкт-Петербург: Гринальш - Мосс, Стубингс - Стрикленд, Стэнфорд, Фостер - Эндрю, Уилберфорс, Бун, Монро, А.Хендерсон |                                         |     |                               |                                                  |

2. Тренировочный матч
| 8 авг Неоф (2) | Санкт-Петербург | 4:2 | «Спорт» | Поле «Спорта», Санкт-Петербург |
| | - В.Бутусов     |     |         |                                |
| Санкт-Петербург: Борейша - П.Соколов, Латонин - Уверский, Хромов, - И.Егоров, Зименко, В.Бутусов, Эльбе, С.Филиппов «Спорт»: Красовский (46' Нагорский) - Марков, Курзнер - Кушель, Бодров, Поплескин - Лапшин, Суворов, П.Сорокин, Оленчиков, Хмелевский |                 |     |         |                                |

## Комментарии
1. ↑  К.Есенин указывал для сборной Москвы только междугородние и международные матчи[1]
2. ↑  В реестре матчей сборной Санкт-Петербурга (Петрограда, Ленинграда), опубликованном группой ленинградских историков и статистиков под редакцией Н.Киселёва[2] учтены только междугородние матчи со сборными городов и республик
3. ↑  Г.Калянов предложил разделение матчей на официальные и товарищеские (для сборной Москвы)[3]
4. ↑  в том числе недоигранные и аннулированные, а также сыгранные с неформатными сборными и клубами — все матчи, объявленные как матчи официальных турниров
5. ↑  Матчи второй, третьей и т. д. (дублёров), а также ведомственных (например, сборной профсоюзов) сборных считаются неформатными. Тем не менее, междугородние матчи и «русской», и «английской» сборных Санкт-Петербурга и Москвы начала века, согласно установившейся традиции, учитываются историками[4][5][1] в их реестрах
6. ↑  Тем не менее, несколько международных матчей 1910-х годов с командами, формально не соответствующими строго данному критерию, но в игровом плане нередко подавляюще превосходившими сборные Санкт-Петербурга и Москвы, учтены[6][7] в их реестрах